# ماات (رتبة)
ماات هي رتبة بحرية في البحرية الألمانية تعادل رتبة أونتروفيزير في الجيش والقوات الجوية في ألمانيا . تصنف تحت OR5 في حلف شمال الأطلسي، أي ما يعادل ضابط من الدرجة الثانية في البحرية الأمريكية. ومع ذلك، فإن ماي هو أيضًا الاسم الجماعي لجميع المبتدئين من صغار ضباط الصف (رتب: ماات وسيكاديت وأوبرمات) في البحرية الألمانية في العصر الحديث.
في سياق البحرية، تمت معالجة ضباط الصف من هذه الرتبة رسميًا باسم Herr / Frau Maat أيضًا بشكل غير رسمي / مختصر ماات. فيما يلي تسلسل الرتب (من أعلى إلى أسفل) في تلك المجموعة بالذات: أونترأوفيتزره أونه بورتيبي
- OR-5a: أوبرمات / (هير / لوفتواف) شتابسأونترأوفيتزير
- OR-5b: سيكاديت / فاهنجنكر
- OR-5c: ماات / Unterأونترأوفيتزير